# Брыхчий, Люцьян
Лю́цьян Анто́ний Бры́хчий (пол. Lucjan Antoni Brychczy; 13 июня 1934, Новы Бытом, Свентохловице — 2 декабря 2024, Варшава) — польский футболист и футбольный тренер, играл на позиции нападающего. Долгие годы выступал за «Легию», в составе которой по четыре раза выигрывал чемпионат и Кубок Польши, три раза становился лучшим бомбардиром первой лиги. По числу забитых мячей (182) в первой лиге Польши уступает только Эрнесту Полю.
В составе сборной Польши участвовал в футбольном турнире Олимпийских игр 1960 года.

## Карьера

### Клубная
Начал играть в футбол в молодёжной команде «Погонь» (Новый Бытом), позже переехал в Гливице, где играл за «Лабенды» и «Пяст». В 1954 году для прохождения военной службы перешёл в варшавскую «Легию». Оставался в армейском клубе до конца игровой карьеры. Стал одним из самых известных и популярных футболистов «Легии», выиграв в составе клуба четыре чемпионата Польши (1955, 1956, 1968/69, 1969/70) и четыре Кубка Польши (1954/55, 1955/56, 1963/64, 1965/66). На протяжении многих лет был лучшим бомбардиром «Легии», а в сезонах 1957, 1963/64 и 1964/65 становился лучшим бомбардиром чемпионата Польши.
Всего за 19 сезонов в «Легии» провёл 452 матчей, забил 227 мячей; из них — 368 матчей и 182 мяча в чемпионате. Рекордсмен «Легии» по длительности периода выступлений: первый и последний матч Брыхчего за варшавскую команду разделили 17 лет и 170 дней; самый пожилой полевой игрок (37 лет и 161 день) и автор забитого гола (37 лет и 88 дней) в истории «Легии».
В еврокубках — 31 матч, 8 голов. Наивысшее достижение — полуфинал Кубка европейских чемпионов 1969/70, в розыгрыше стал лучшим бомбардиром «Легии» с 4 голами.

### В сборной
Дебютировал в сборной Польши 8 августа 1954 года в товарищеском матче против сборной Болгарии. Первый гол за национальную команду забил также в матче с Болгарией, 26 июня 1955 года. Принимал участие в Олимпийских играх 1960 года, где сборная Польши выступила неудачно.
В 11 матчах был капитаном команды. Последний матч за сборную сыграл 27 августа 1969 года против сборной Норвегии, в нём же забил и последний гол. Всего за сборную Польши — 58 матчей (2 из которых — на олимпийском турнире 1960 года), 18 забитых мячей.

### Тренерская
После завершения игровой карьеры стал помощником Тадеуша Хрусьциньского в «Легии», а осенью 1972 года стал главным тренером команды. Работал до июня 1973 года, привёл клуб к победе в Кубке Польши 1972/73. В дальнейшем работал в «Легии» — как в тренерском штабе, так и в качестве главного тренера.

### Смерть
Умер 2 декабря 2024 года после борьбы с пневмонией в возрасте 90 лет.

## Достижения

### Личные
- Командор ордена Возрождения Польши (2024, посмертно)[14].
- Офицер ордена Возрождения Польши (2000)[15].

### В качестве игрока
- Чемпион Польши (4): 1955, 1956, 1968/69, 1969/70
- Обладатель Кубка Польши (4): 1954/55, 1955/56, 1963/64, 1965/66
- Лучший бомбардир чемпионата Польши (3): 1957, 1963/64, 1964/65
- Лучший бомбардир в истории «Легии»: 226 голов
- Лучший бомбардир «Легии» в чемпионате Польши: 182 гола
- Лучший бомбардир «Легии» в Кубке Польши: 36 гола

### В качестве тренера
- Обладатель Кубка Польши: 1972/73

## Статистика выступлений
| Клуб             | Сезон            | Лига | Лига | Кубок Польши | Кубок Польши | Еврокубки | Еврокубки | Итого | Итого |
| Клуб             | Сезон            | Игры | Голы | Игры         | Голы         | Игры      | Голы      | Игры  | Голы  |
| ---------------- | ---------------- | ---- | ---- | ------------ | ------------ | --------- | --------- | ----- | ----- |
| Легия (Варшава)  | 1954             | 10   | 3    | 0            | 0            | -         | -         | 10    | 3     |
| Легия (Варшава)  | 1955             | 22   | 13   | 4            | 1            | 0         | 0         | 26    | 14    |
| Легия (Варшава)  | 1956             | 19   | 16   | 5            | 8            | 2         | 1         | 26    | 25    |
| Легия (Варшава)  | 1957             | 18   | 19   | 2            | 3            | 0         | 0         | 20    | 22    |
| Легия (Варшава)  | 1958             | 16   | 15   | -            | -            | 0         | 0         | 16    | 15    |
| Легия (Варшава)  | 1959             | 18   | 9    | -            | -            | 0         | 0         | 18    | 19    |
| Легия (Варшава)  | 1960             | 22   | 13   | -            | -            | 2         | 0         | 24    | 13    |
| Легия (Варшава)  | 1961             | 25   | 12   | -            | -            | 0         | 0         | 25    | 12    |
| Легия (Варшава)  | 1962             | 13   | 9    | 2            | 0            | 0         | 0         | 15    | 9     |
| Легия (Варшава)  | 1962/63          | 19   | 5    | 2            | 2            | 0         | 0         | 21    | 7     |
| Легия (Варшава)  | 1963/64          | 24   | 18   | 5            | 6            | 0         | 0         | 29    | 24    |
| Легия (Варшава)  | 1964/65          | 25   | 20   | 4            | 5            | 7         | 2         | 36    | 27    |
| Легия (Варшава)  | 1965/66          | 25   | 8    | 5            | 4            | 0         | 0         | 30    | 12    |
| Легия (Варшава)  | 1966/67          | 24   | 6    | 2            | 1            | 2         | 0         | 28    | 7     |
| Легия (Варшава)  | 1967/68          | 26   | 8    | 2            | 3            | 2         | 0         | 34    | 11    |
| Легия (Варшава)  | 1968/69          | 25   | 6    | 7            | 3            | 6         | 1         | 38    | 10    |
| Легия (Варшава)  | 1969/70          | 22   | 0    | 4            | 0            | 8         | 4         | 34    | 4     |
| Легия (Варшава)  | 1970/71          | 5    | 0    | 0            | 0            | 0         | 0         | 5     | 0     |
| Легия (Варшава)  | 1971/72          | 10   | 2    | 3            | 0            | 4         | 0         | 17    | 2     |
| Всего за карьеру | Всего за карьеру | 368  | 182  | 47           | 36           | 37        | 8         | 452   | 226   |